# North Ealing (metrostation)
North Ealing is een station van de metro van Londen aan de Piccadilly Line. Het station is geopend in 1903.

## Geschiedenis
Op 23 juni 1903 kreeg de District Railway (DR) een noordtak vanuit Ealing Common naar Park Royal & Twyford Abbey, waar kort daarvoor het terrein voor tuinbouwtentoonstellingen was geopend door de Royal Agricultural Society. Op 28 juni 1903 volgde de verlenging van deze tak tot South Harrow, station Park Royal & Twyford Abbey werd in 1931 gesloten. De noordtak was het eerste deel van de DR dat geëlektrificeerd was. De toen bestaande diep gelegen lijnen, City and South London Railway, Waterloo and City Railway en Central London Railway, waren van meet af aan geëlektrificeerd. In 1910 werd de noordtak bij Rayners Lane aangesloten op de Metropolitan Railway en werd Uxbridge het nieuwe eindpunt van de DR.
In 1925, twee jaar na de grote reorganisatie van de Britse spoorwegen, gaf de LNER haar verzet tegen de verlenging van de Great Northern Piccadilly & Brompton Railway (GNP&BR) aan de oostkant op waarmee de weg vrij kwam voor verlengingen van de lijn aan beide uiteinden. De westelijke verlenging bestond uit eigen sporen tussen Hammersmith en Acton Town en de overname van de noordtak van de District Line.
Op 4 juli 1932 begonnen de diensten van de Piccadilly-lijn ten westen van het oorspronkelijke eindpunt in Hammersmith. Van Ealing Common naar South Harrow werd de District Line vervangen door de Piccadilly Line en sindsdien rijden de District Line metro's naar het westen alleen nog naar Ealing Broadway.

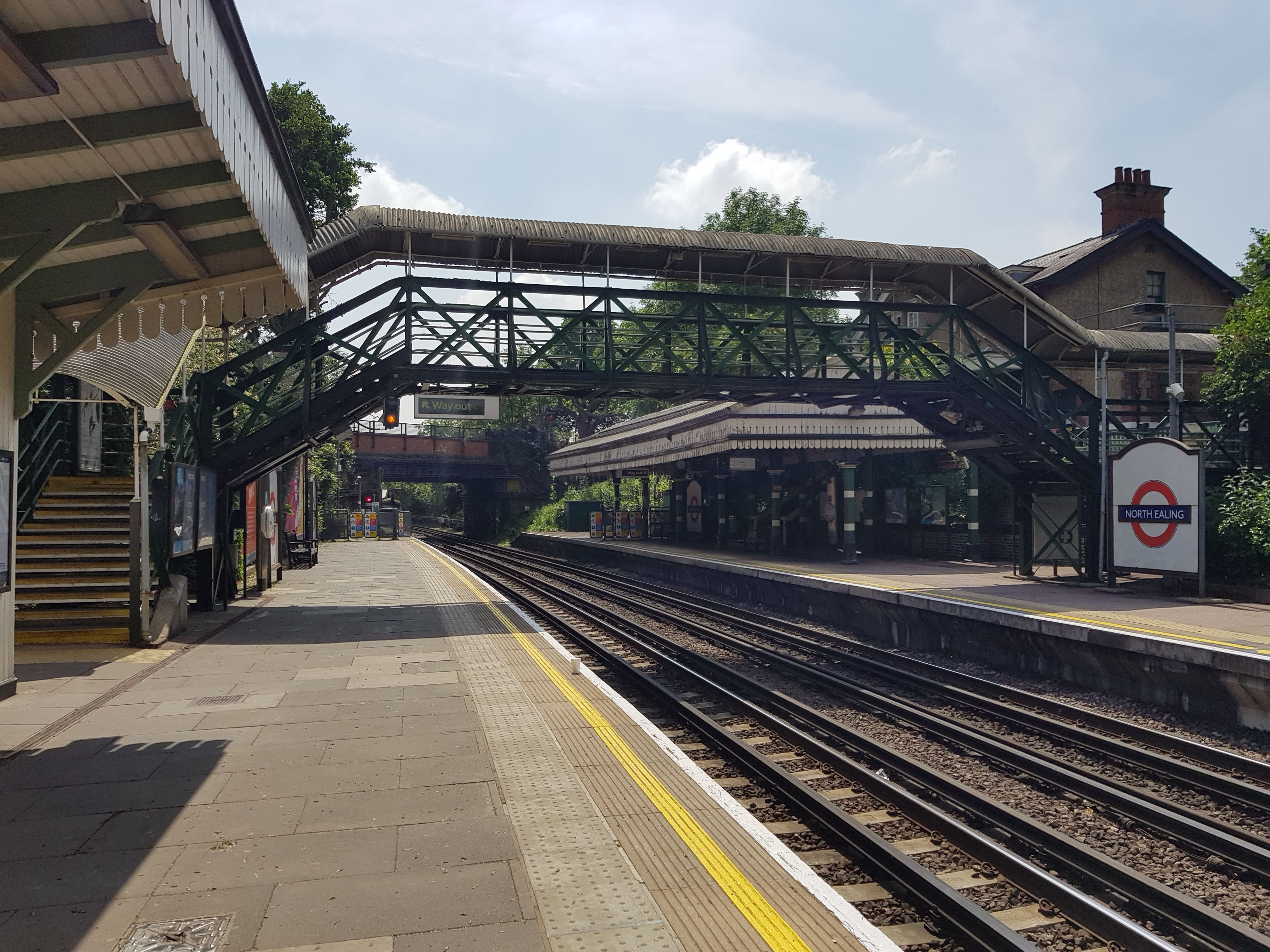
De sporen en perrons met Edwardiaanse perronkappen en loopbrug.
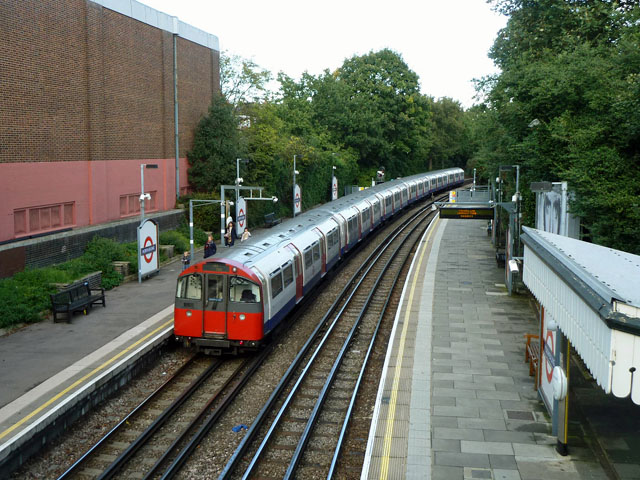
Een metro naar het westen vetrekt uit North Ealing.
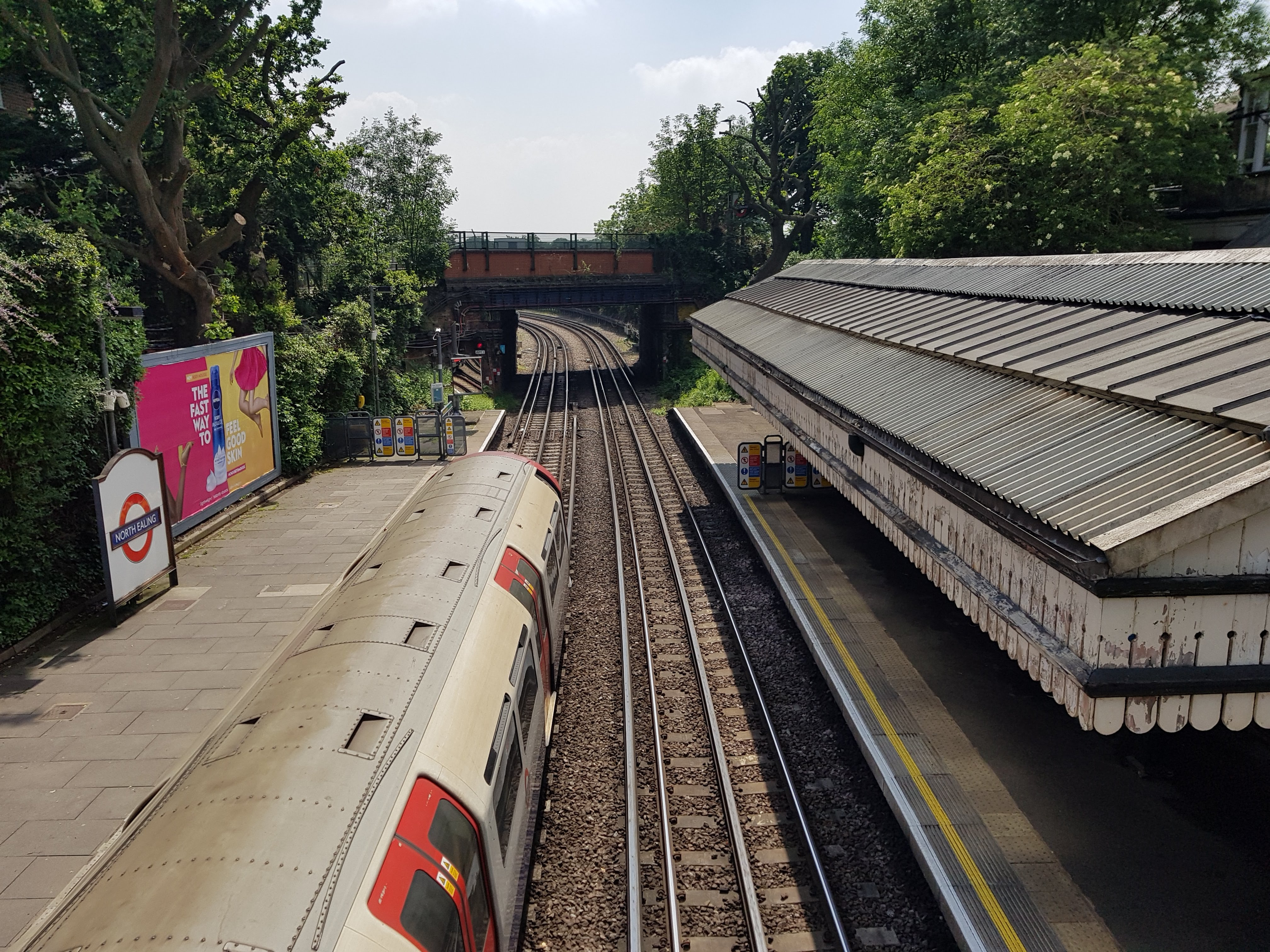
Een blik naar het zuiden vanaf de loopbrug.

## Ligging en inrichting
Het station ligt aan Station Road, op korte afstand van de kruising van Queen's Drive en Hanger Lane (A406, North Circular Road). Het bevindt zich in Travelcard Zone 3, station West Acton aan de Central line ligt ongeveer 550 meter naar het oosten aan de andere kant van Queen's Drive.
North Ealing is het enige station aan de noordtak dat niet werd herbouwd in het kader van de overgang naar de Piccadilly Line. Het station hield zijn landelijke karakter in afwijking van de stijl van Charles Holden bij de andere station. Het onderstation naast het stationsgebouw werd wel opgetrokken in de, voor de jaren 30 van de 20e eeuw typerende, baksteen en betonnen bouwstijl.
In 2018 werd aangekondigd dat het station tegen 2022 rolstoeltoegankelijk zou zijn als onderdeel van een investering van £ 200 miljoen om het aantal toegankelijke stations op de metro te vergroten.
Ondanks de naam ligt het station geografisch gelegen ten oosten van Ealing Broadway; de gebieden Gurnell, Pitshanger, Montpelier en Hanger Hill/Hanger Lane zouden geografisch gezien beter in aanmerking komen voor de term "North Ealing". In Pitshanger is zelfs een basisschool die North Ealing heet.

## Reizigersdienst
De normale dienst tijdens de daluren omvat:
- 6 ritten per uur naar Cockfosters
- 3 ritten per uur naar Uxbridge via Rayners Lane
- 3 ritten per uur naar Rayners Lane

Tijdens de spits geldt:
- 12 ritten per uur naar Cockfosters
- 8 ritten per uur naar Uxbridge via Rayners Lane
- 4 ritten per uur naar Rayners Lane

## Fotoarchief
- London's Transport Museum Photographic Archive
  - Station North Ealing, circa 1907
  - De perrons in 1940
  - Station North Ealing in 1958